# Kanyakumari
Kanniyakumari là một thị xã panchayat của quận Kanniyakumari thuộc bang Tamil Nadu, Ấn Độ.

## Địa lý
Kanniyakumari có vị trí 8°05′B 77°34′Đ / 8,08°B 77,57°Đ Nó có độ cao trung bình là 0 mét (0 feet).

## Nhân khẩu
Theo điều tra dân số năm 2001 của Ấn Độ, Kanniyakumari có dân số 19.678 người. Phái nam chiếm 50% tổng số dân và phái nữ chiếm 50%. Kanniyakumari có tỷ lệ 79% biết đọc biết viết, cao hơn tỷ lệ trung bình toàn quốc là 59,5%: tỷ lệ cho phái nam là 79%, và tỷ lệ cho phái nữ là 79%. Tại Kanniyakumari, 11% dân số nhỏ hơn 6 tuổi.